# Don Mancini
Don Mancini, född 25 januari 1963, är en amerikansk filmregissör och manusförfattare, mest känd för att ha skrivit manusen om karaktären Chucky i filmserien om Den onda dockan och även regisserat och producerat delar av serien.
Mancini är homosexuell.

## Filmer (i urval)
- Den onda dockan (1988) - Manusförfattare
- Den onda dockan 2 (1990) - Manusförfattare
- Den onda dockan 3 (1991)- Manusförfattare
- Bride of Chucky (1998) - Manusförfattare / Producent
- Seed of Chucky (2004) - Regissör / Manusförfattare
- Curse of Chucky (2013) - Regissör / Manusförfattare